# Glenarm Castle

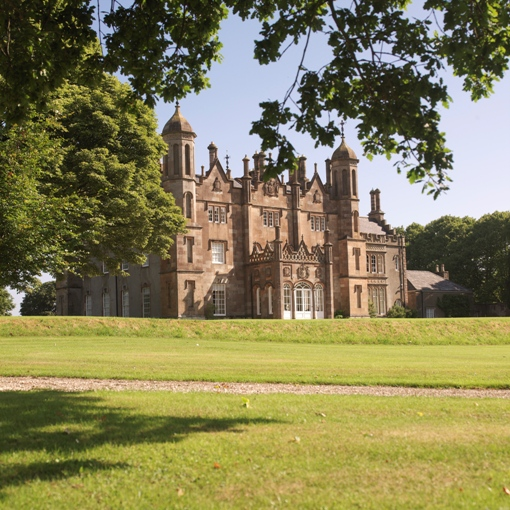
Glenarm Castle

Glenarm Castle ist eine Burg im Dorf Glenarm im nordirischen County Antrim. Sie ist der ehemalige Sitz der Earls of Antrim.
Eine Burg gab es in Glenarm seit dem 13. Jahrhundert und sie stand auf einem der ältesten Anwesen in Nordirland.
Die heutige Burg ließ Sir Randal MacDonnell, 1. Earl of Antrim, 1636 errichten. Sie gehört derzeit Randal MacDonnell, Viscount Dunluce, dem Sohn von Alexander MacDonnell, 9. Earl of Antrim.

## Gärten und Kulturveranstaltungen
Der eingefriedete Garten der Burg, der Glenarm Walled Garden, ist zwischen Mai und September öffentlich zugänglich und dort finden viele Veranstaltungen statt. Jedes Jahr im Juli gibt es dort z. B. Highland Games. Auch das Dalriada Festival finden auf der Burg und im angrenzenden Dorf statt. Dort werden Sport- und Musikveranstaltungen sowie Speisen aus Schottland und Irland angeboten. Auch Kulturveranstaltungen der Ulster Scots gehören dazu. Im Rahmen des Dalriada Festivals finden seit 2012 in Glenarm Castle auch große Open-Air-Konzerte statt. Dort spielen Gruppen und Künstler wie General Fiasco, The Priests, Duke Special, Ronan Keating, Sharon Corr, Brian Houston, David Phelps usw.
Summer Madness, Irlands größtes, christliches Festival, zog 2012 von der Kings Hall in Belfast nach Glenarm Castle um. Es soll künftig jährlich in Glenarm Castle stattfinden.

## Im Film
Glenarm Castle diente als Kulisse für Five Minutes of Heaven.